# Zenting
Zenting – miejscowość i gmina w Niemczech, w kraju związkowym Bawaria, w rejencji Dolna Bawaria, w regionie Donau-Wald, w powiecie Freyung-Grafenau, wchodzi w skład wspólnoty administracyjnej Thurmansbang. Leży w Lesie Bawarskim, około 20 km na zachód od miasta Freyung.
1 kwietnia 2013 do gminy przyłączono 0,02 km² z dzień wcześniej rozwiązanego obszaru wolnego administracyjnie Sonnenwald.

## Dzielnice
W skład gminy wchodzą dwie dzielnice: Ranfels i Zenting.

## Demografia
| Rok  | Liczba mieszk. |
| ---- | -------------- |
| 1970 | 1 064          |
| 1987 | 1 170          |
| 2000 | 1 190          |

## Oświata
(na 1999)
W gminie znajduje się 25 miejsc przedszkolnych (21 dzieci) oraz szkoła podstawowa (2 klasy).